# Louis Clément François Breguet
Louis François Clement Breguet, (22. prosinca 1804. — 27. listopada 1883.), bio je francuski fizičar, urar i izumitelj. Unuk je Abrahama Bregueta i djed Louisa Bregueta mlađeg, konstruktora aviona.
Breguet je nastavio djedov posao, koji je bio urar u Parizu i konstruirao je veliki broj mjernih instrumenata za astronomsku i nautičku uporabu. Izmislio je, između ostalog, elektromagnetski telegrafski uređaj s dvije međusobno povezane kazaljke 1845. godine, koji je jedno vrijeme bila u uporabi kod francuskih telegrafskih poduzeća. Njegovo ime nalazi se na popisu 72 znanstvenika ugraviranih na Eifellovom tornju.